# Trần Văn Khắc

Trưởng Trần Văn Khắc (phải), người sáng lập Hướng đạo Việt Nam và Bác sĩ Nguyễn Văn Thơ, hội trưởng cuối cùng của Hội Hướng đạo Việt Nam (tháng 4 năm 1975) chụp hình tại Trại Họp bạn Quốc tế Hướng đạo Việt Nam "Thẳng Tiến 2" được tổ chức tại Toronto năm 1988

Trưởng Trần Văn Khắc (1 tháng 7, 1902 -  24 tháng 5, 1994) từng là thư ký tại sở Canh Nông và trưởng đoàn thể dục thể thao tại Hà Nội vào những năm cuối thập niên 1920. Ông được coi là người sáng lập ra phong trào Hướng đạo tại Việt Nam. Ông có tên rừng trong sinh hoạt Hướng đạo là "Sếu siêng năng".

## Hoạt động Hướng đạo
Năm 1930 ông thành lập đoàn Lê Lợi, đơn vị Hướng đạo Việt Nam đầu tiên của người Việt Nam. Trước đó các đoàn Hướng đạo xuất hiện ở Việt Nam là của người Pháp.
Năm 1932, ông vào Nam kỳ, rồi cùng với các trưởng Lương Thái, Huỳnh Văn Diệp, Trần Coln thành lập Hội Hướng đạo Nam kỳ.
Ông có công rất lớn trong việc phát triển Hướng đạo tại Nam kỳ và được trao tặng Kim Long Huân chương, huân chương cao quý nhất của Hướng đạo Việt Nam, vào kỳ Trại Họp bạn quốc gia "Giữ Vững" tại Suối Tiên (Thủ Đức) năm 1970.
Sau Sự kiện 30 tháng 4 năm 1975, ông là thuyền nhân tị nạn đến Pulau Bidong (Mã Lai) năm 1978  và định cư tại thủ đô Ottawa của Canada năm 1979.
Tại Hội nghị Trưởng Hướng đạo Việt Nam tổ chức tại Costa Mesa, California vào ngày 2 và 3 tháng 7 năm 1983, Trưởng Trần Văn Khắc được bầu làm Chủ tịch Hội đồng Trung ương Hướng đạo Việt Nam đầu tiên tại hải ngoại.
Cuộc đời ông phần lớn gắn bó với phong trào Hướng đạo Việt Nam mãi đến khi ông mất vào năm 1994 tại Ottawa, Canada.